# Claude Cheysson
Claude Cheysson (Parigi, 13 aprile 1920 – Parigi, 15 ottobre 2012) è stato un diplomatico e politico francese.
È stato commissario europeo per lo sviluppo dal 1973 al 1981, ministro delle Relazioni estere della Francia dal 1981 al 1984 e nuovamente commissario europeo dal 1985 al 1989.
È stato tra i principali promotori e ideatori della politica di cooperazione allo sviluppo e della politica mediterranea delle Comunità europee. Durante la sua carriera come diplomatico e dirigente, Cheysson si è occupato direttamente dei processi di costruzione dello stato e di decolonizzazione in Palestina, Germania Ovest, Indocina, Marocco, Tunisia, Algeria e Indonesia.

## Biografia
Cheysson proveniva da una famiglia dell'alta borghesia parigina.
Studiò al liceo Stanislas di Parigi, poi fu ammesso sia all'École normale supérieure che all'École polytechnique, e scelse di frequentare la seconda.
Nel 1943 fuggì dalla Francia occupata dall'esercito tedesco e, dopo una breve sosta in Spagna, alla fine del 1943 sbarcò in Africa e all'inizio del 1944 si arruolò come sottotenente della Seconda armata guidata dal maresciallo Leclerc. Nell'agosto 1944 prese parte ai combattimenti in Normandia, a Parigi, nei Vosgi e in Alsazia, guadagnandosi due citazioni e una croce di guerra.

## Carriera diplomatica e dirigenziale
Cheysson fu uno dei primissimi allievi dell'École nationale d'administration, istituita nel 1945. Nel 1948, alla fine del ciclo di studi, classificatosi ai primi posti optò per la carriera diplomatica, e l'anno successivo fu nominato capo del servizio di collegamento con le autorità della Germania Ovest. Nel 1952 fu nominato consigliere del presidente del governo dell'Indocina francese.
Dal giugno 1954 Cheysson fu prima vice capo di gabinetto e poi capo di gabinetto di Pierre Mendès France, presidente del Consiglio fino al 5 febbraio 1955.
L'anno successivo fece parte come consigliere tecnico del gabinetto del socialista Alain Savary, segretario di Stato agli Affari marocchini e tunisini, cosa che gli permise di seguire da vicino i processi di indipendenza del Marocco e della Tunisia. Tra il 1957 e il 1962 Cheysson fu segretario generale della commissione per la cooperazione tecnica in Africa, gestendo i processi di indipendenza degli stati africani avvenuti nel 1960. Dal 1962 al 1965 fu direttore dell'"Organismo sahariano".
Nel 1966 fu nominato ambasciatore, e fino al 1969 rappresentò la Francia in Indonesia.
Tra il 1970 e il 1973 presiedette il direttivo dell'"Impresa mineraria e chimica" e fu presidente e direttore generale della "Compagnia del potassio del Congo".

## Carriera politica

### Commissario europeo per lo sviluppo
Dal 1973 al 1981 Cheysson fu commissario europeo incaricato delle relazioni con i paesi in via di sviluppo. Lasciò un'impronta profonda sul sistema di cooperazione allo sviluppo della Comunità Economica Europea, occupandosi in particolare dell'istituzione del sistema di cooperazione di Lomé.

### Ministro degli esteri
Nella primavera del 1981 Cheysson sostenne la candidatura di François Mitterrand alla presidenza della Repubblica contro il presidente in carica Valéry Giscard d'Estaing, che lo aveva da poco riconfermato alla Commissione europea e che in seguito manifesterà il suo disappunto in occasione della redazione del terzo volume delle sue memorie.
Il 10 maggio 1981 Mitterrand fu eletto presidente della Repubblica, e il 22 maggio nominò Cheysson ministro delle Relazioni estere nel primo governo Mauroy. L'incarico di ministro gli fu riconfermato nei due successivi governi Mauroy, e quindi nel governo Fabius insediatosi il 17 luglio 1984.

### Commissario e parlamentare europeo
Il 7 dicembre 1984 Cheysson si dimise dall'incarico di ministro giacché nominato commissario europeo. Cheysson era il candidato della Francia alla presidenza della commissione europea, ma a causa del veto del primo ministro inglese Margaret Thatcher l'incarico andò invece a Jacques Delors. Cheysson ottenne la delega alla politica nel bacino del Mediterraneo e alle relazioni Nord-Sud.
Cheysson lasciò la Commissione nel dicembre 1988 e non fece parte della Commissione Delors II che si insediò all'inizio del 1989. Si candidò invece al Parlamento europeo alle elezioni del giugno 1989, per la lista del Partito socialista, e svolse l'incarico parlamentare per l'intera legislatura. Nel 1994 si ritirò dalla vita politica.

## Altre attività
Cheysson ha presieduto l'Istituto Pierre-Mendès France e la fondazione "Arche de la fraternité" impegnata nella difesa dei diritti umani.

## Vita personale
Cheysson si sposò tre volte ed ebbe sei figli, di cui uno adottato.

## Riconoscimenti
- Laurea honoris causa dall'Università Cattolica di Lovanio
- Premio Joseph Bech (1978)